# Černická obora
Černická obora är ett naturreservat i Tjeckien.  Det ligger i regionen Södra Böhmen, i den centrala delen av landet, 90 km söder om huvudstaden Prag.